# Beset

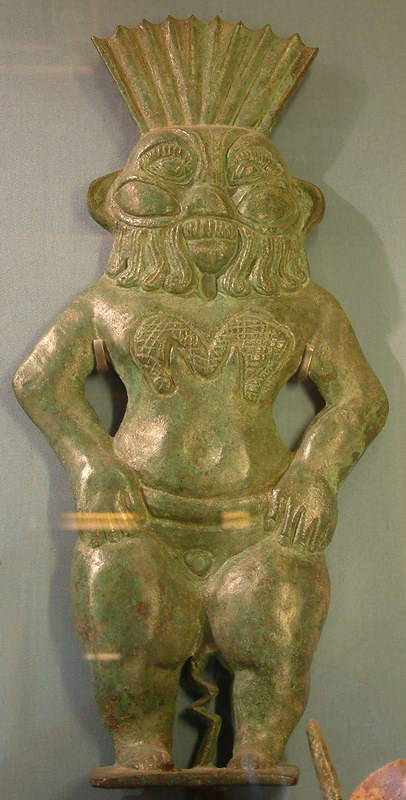
Museu del Louvre

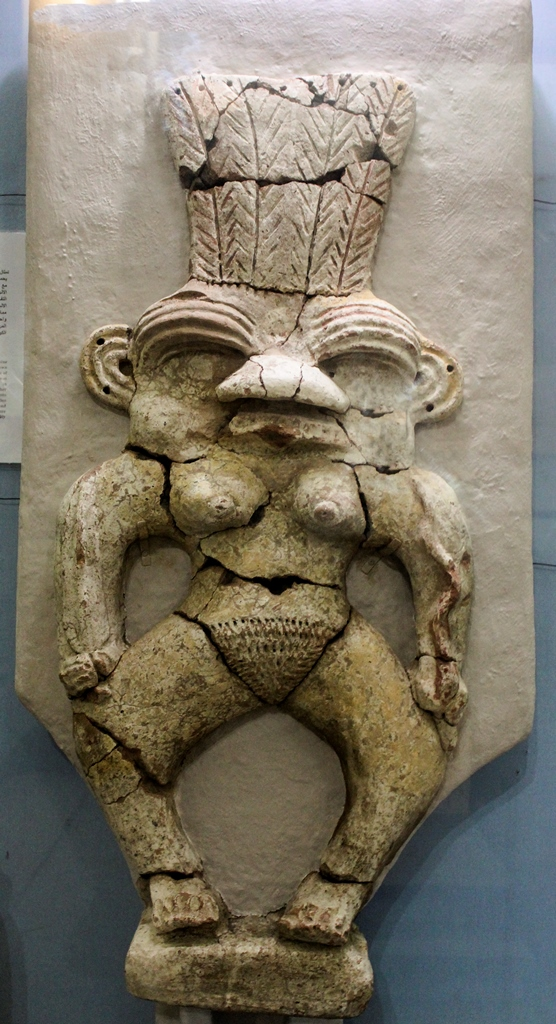
El dimoni Beset al Museu Nacional de Sudan

En la mitologia egípcia, Beset era una deessa que protegia la humanitat de les serps i altres animals, éssers i dimonis malvats així com de la mala sort. Era una deessa del plaer, de la música, de la dansa i de les altres arts. Normalment es representava amb una llengua llarga, cames deformades i algunes (cua, crinera i oïdes) parts de lleó.
Era masculinitzada com a Bes. Segons altres teories, Beset és només una transcripció tardana de Bes (els jeroglífics tendien a fer perdre algunes pronúncies i els escribes ho van resoldre afegint sufixos).